# Ann Dunham
Stanley Ann Dunham (* 29. November 1942 in Wichita, Kansas; † 7. November 1995 in Honolulu, Hawaii) war eine US-amerikanische Anthropologin, die auf Wirtschaftsanthropologie und ländliche Entwicklung in Indonesien spezialisiert war. Sie ist die Mutter von Barack Obama, dem 44. Präsidenten der Vereinigten Staaten. Dunham war während der High School unter dem Namen Stanley Ann Dunham bekannt, später als Ann Dunham, Ann Obama, Ann Soetoro, Ann Sutoro und schließlich nach ihrer zweiten Scheidung wieder als Ann Dunham.

## Lebenslauf
Stanley Ann Dunham wurde 1942 im Saint Francis Hospital in Wichita (Kansas), als einziges Kind von Madelyn Lee Payne (1922–2008) und Stanley Armour Dunham (1918–1992) geboren. Sie war überwiegend englischer Abstammung, mit einigen schottischen, walisischen, irischen, deutschen und schweizerischen Vorfahren. Sie studierte am East-West Center und an der University of Hawaiʻi at Mānoa in Honolulu, wo sie einen Bachelor of Arts in Anthropologie (1967) und später einen Master of Arts (1974) und einen PhD (1992), ebenfalls in Anthropologie, erhielt. Von 1961 bis 1962 besuchte sie auch die University of Washington in Seattle. Sie interessierte sich für Kunsthandwerk, Weberei und die Rolle der Frau in der Hauswirtschaft. Dunhams Forschung konzentrierte sich auf die Arbeit von Frauen auf der Insel Java und auf die Schmiedekunst in Indonesien. Um das Problem der Armut in ländlichen Dörfern anzugehen, schuf sie eines der ersten Mikrokreditprogramme, während sie als Beraterin für die United States Agency for International Development arbeitete. In Indonesien, wo sie einen Teil ihres Lebens verbrachte, war sie zudem auch als Lehrerin sowie Beraterin tätig und führte umfangreiche wirtschaftliche und anthropologische Studien durch. Dunham arbeitete auch für die Ford Foundation in Jakarta und beriet die Asiatische Entwicklungsbank in Gujranwala (Pakistan). Im letzten Teil ihres Lebens arbeitete sie mit der Bank Rakyat Indonesia zusammen, wo sie half, ihre Forschungsergebnisse auf das größte Mikrofinanzprogramm der Welt anzuwenden. Dunham wurde Anfang 1995 am Memorial Sloan Kettering Cancer Center in New York City untersucht und mit Gebärmutterkrebs diagnostiziert. Zu diesem Zeitpunkt hatte sich der Krebs bereits ausgebreitet. Sie zog zurück nach Hawaii, um in der Nähe ihrer verwitweten Mutter zu leben, und starb am 7. November 1995, 22 Tage vor ihrem 53. Geburtstag.

## Privates
Während sie einen Russischkurs an der University of Hawaiʻi at Mānoa besuchte, traf Dunham Barack Obama Senior, den ersten afrikanischen Schüler der Schule. Im Alter von 23 Jahren war Obama Senior nach Hawaii gekommen, um seine Ausbildung fortzusetzen, und hinterließ eine schwangere Frau Kezia und einen kleinen Sohn Malik in seiner Heimatstadt Nyang’oma Kogelo in Kenia. Dunham und Obama Sr. wurden am 2. Februar 1961 auf der hawaiianischen Insel Maui verheiratet, trotz des elterlichen Widerstands beider Familien. Dunham war zu diesem Zeitpunkt im dritten Monat schwanger. Obama Sr. informierte Dunham schließlich über seine erste Ehe in Kenia, behauptete aber, er sei geschieden. Jahre später entdeckte sie, dass diese Aussage falsch war. Kezia Obama sagte später, dass sie ihre Zustimmung zur Heirat mit einer zweiten Frau gegeben habe, wie es den Bräuchen der Luo entsprach. Am 4. August 1961, im Alter von 18 Jahren, gebar Dunham ihr erstes Kind, Barack. Die Ehe mit Obama ging schließlich zu Bruch und das Paar ließ sich 1964 scheiden. Ihr Sohn Barack sah seinen Vater nur noch ein einziges weiteres Mal im Jahr 1970, bevor er 1982 in Kenia bei einem Autounfall ums Leben kam.
Am East–West Center der University of Hawaii traf Dunham Lolo Soetoro, einen indonesischen Studenten, der im September 1962 mit einem Stipendium des Center nach Honolulu gekommen war, um an der Universität von Hawaii Geographie zu studieren. 1965 heirateten Soetoro und Dunham auf Hawaii, und 1966 kehrte Soetoro nach Indonesien zurück. Dunham schloss ihr Studium an der University of Hawaiʻi am 6. August 1967 mit einem Bachelor in Anthropologie ab und zog im Oktober desselben Jahres mit ihrem sechsjährigen Sohn nach Jakarta, um sich ihrem Ehemann wieder anzuschließen, der inzwischen für die Regierung Indonesiens arbeitete. 1970 wurde ihre gemeinsame Tochter Maya geboren, die ihr einziges gemeinsames Kind bleiben sollte. Lolo Soetoro und Dunham wurden am 5. November 1980 geschieden.

## Vermächtnis
Nachdem ihr Sohn zum Präsidenten gewählt worden war, erneuerte sich das Interesse an Dunhams Arbeit: Die University of Hawaiʻi veranstaltete ein Symposium über ihre Forschung; eine Ausstellung von Dunhams indonesischer Batik-Textilsammlung tourte durch die Vereinigten Staaten; und im Dezember 2009 veröffentlichte die Duke University Press Surviving against the Odds: Village Industry in Indonesia, ein Buch, das auf Dunhams Dissertation von 1992 basiert. Janny Scott, eine Autorin und ehemalige Reporterin der New York Times, veröffentlichte 2011 eine Biografie über Ann Dunhams Leben mit dem Titel A Singular Woman. Das posthume Interesse hat auch zur Gründung der Ann-Dunham-Soetoro-Stiftung im Fachbereich Anthropologie der Universität Hawaiʻi unter Mānoa geführt, ebenso wie zu den Ann-Dunham-Soetoro-Graduiertenstipendien, die Studenten des East-West Center (EWC) in Honolulu fördern sollen.
In einem Interview bezeichnete Barack Obama seine Mutter als „die dominierende Figur in meinen prägenden Jahren ... Die Werte, die sie mir beigebracht hat, sind weiterhin mein Prüfstein, wenn es darum geht, wie ich in der Welt der Politik handle.“